# Estación Oscar Freire
Oscar Freire es una Estación de Metropolitano de la Línea 4 - Amarilla del metro de la ciudad brasileña de São Paulo.

## Ubicación
Avenida Rebouças s/n (esquina con la calle Oscar Freire).

## Características
Estación subterránea con plataformas laterales y salas de apoyo sobre el nivel de la superficie, con estructuras en concreto aparente y pasarela de distribución en estructura metálica, fijada con tirantes sobre la plataforma. Posee acceso para discapacitados físicos.

### Capacidad
13.300 pasajeros hora/pico

## Tabla
| Sigla | Estación     | Inauguración       | Capacidad                  | Integración | Plataformas | Posición    | Comentarios                                   |
| ----- | ------------ | ------------------ | -------------------------- | ----------- | ----------- | ----------- | --------------------------------------------- |
| FRE   | Oscar Freire | 4 de abril de 2018 | 13.300 pasajeros hora/pico |             | Laterales   | Subterránea | Estación con estructura de concreto aparente. |